# 幼児の時間
幼児の時間（ようじのじかん）は、日本放送協会の幼児向けラジオ番組。当時の表記で旧字体の漢字は新字体、歴史的仮名遣は現代仮名遣いで記述する。

## 2017年度の番組
| 番組名                                | 放送時間                  | 対象 | 放送開始日    |
| ------------------------------------- | ------------------------- | ---- | ------------- |
| お話でてこい                          | 月曜 - 水曜 09:30 - 09:45 | 朗読 | 1954年11月8日 |
| きこえタマゴ!・ミウミウとようちゅーん | 金曜 19:40 - 19:59        | 音楽 | 2017年10月6日 |

## 番組枠の変遷
| 番組名              | 放送期間                       |
| ------------------- | ------------------------------ |
| 幼児の時間          | 1927年05月00日 - 1933年8月     |
| 学校放送 幼児の時間 | 1933年09月01日 - 1935年4月13日 |

| 番組名                 | 放送期間                       |
| ---------------------- | ------------------------------ |
| 学校放送 幼児の時間    | 1935年04月16日 - 1945年3月31日 |
| 幼児の時間             | 1945年10月01日 - 1969年4月05日 |
| 幼稚園・保育所の時間   | 1969年04月07日 - 2011年3月26日 |
| 幼稚園・保育所向け番組 | 2011年04月04日 -               |

## 幼児の時間（大阪第1放送）
概要
1927年5月、大阪中央放送局のローカル番組として開始された日本初の幼児向けラジオ番組。10分番組として不定期放送された後、1933年1月から土曜朝の定時放送が開始された。
基礎情報
- 放送期間：1927年5月 - 1933年8月
- 放送局：日本放送協会大阪中央放送局 第1放送
- 放送時間
  - 1927年5月 - 1932年12月 不定期放送
  - 1933年1月 - 1933年08月 土曜 10:30 - 10:40

## 幼児の時間（大阪第2放送）
概要
1933年9月から月曜日から土曜日までの帯番組となり、学校放送番組として第2放送に移行。月曜日から金曜日までは「音楽唱歌」と「連続童話」、土曜日はキリスト教系幼稚園が休園日なことを考慮し「音楽唱歌」のみを放送していた。
基礎情報
- 放送期間：1933年9月1日 - 1935年4月13日
- 放送局：日本放送協会大阪中央放送局 第2放送
- 放送時間：月曜 - 土曜 10:20 - 10:30
- 対象：幼稚園・尋常小学校1年

## 幼児の時間（第1期）
概要
1935年4月から日本全国放送となった学校放送の幼稚園番組として放送。戦況の悪化によるラジオの放送時間大幅縮小により、1945年3月31日をもって放送休止。
基礎情報
- 放送期間：1935年4月16日 - 1945年3月31日
- 放送局：日本放送協会 第1放送
- 対象：幼稚園・在宅幼児

放送時間
| 期間                  | 放送時間      | 月 | 火 | 水 | 木 | 金 | 土 |
| --------------------- | ------------- | -- | -- | -- | -- | -- | -- |
| 1935年4月 - 1936年3月 | 10:10 - 10:20 | -  | ○  | -  | -  | -  | -  |
| 1936年4月 - 1937年7月 | 11:00 - 11:15 | -  | ○  | -  | -  | -  | -  |
| 1937年9月 - 1938年3月 | 11:00 - 11:15 | -  | ○  | -  | ○  | -  | -  |
| 1938年4月 - 1941年3月 | 09:45 - 10:00 | ○  | ○  | ○  | ○  | ○  | ○  |
| 1941年4月 - 1945年3月 | 10:00 - 10:15 | ○  | ○  | ○  | ○  | ○  | ○  |

## 幼児の時間（第2期）
概要
終戦後の放送再開と同時に学校放送枠から外れ、在宅幼児も正式に対象となる。
1951年4月から第2放送に移行するが、わずか1年2か月で第1放送に再移行。1969年4月に「幼稚園・保育所の時間」に改題されるまで第1放送で放送し続けた。
基礎情報
- 放送期間：1945年10月1日 - 1969年4月5日
- 対象：在宅幼児・幼稚園・保育所

放送時間
| 開始年月   | 放送波 | 放送時間                  |
| ---------- | ------ | ------------------------- |
| 1945年10月 | 第1    | 月曜 - 土曜 10:00 - 10:15 |
| 1948年04月 | 第1    | 月曜 - 土曜 10:00 - 10:10 |
| 1951年04月 | 第2    | 月曜 - 土曜 09:45 - 10:00 |
| 1952年06月 | 第1    | 月曜 - 土曜 09:30 - 09:45 |
| 1953年04月 | 第1    | 月曜 - 土曜 09:45 - 10:00 |
| 1954年11月 | 第1    | 月曜 - 土曜 11:25 - 11:35 |
| 1955年04月 | 第1    | 月曜 - 土曜 11:05 - 11:15 |
| 1956年04月 | 第1    | 月曜 - 土曜 10:05 - 10:15 |
| 1959年04月 | 第1    | 月曜 - 土曜 10:05 - 10:20 |
| 1962年04月 | 第1    | 月曜 - 土曜 09:45 - 09:59 |
| 1963年04月 | 第1    | 月曜 - 土曜 09:31 - 09:59 |
| 1964年04月 | 第1    | 月曜 - 土曜 10:05 - 10:59 |
| 1965年04月 | 第1    | 月曜 - 土曜 09:31 - 09:49 |
| 1966年04月 | 第1    | 月曜 - 土曜 09:31 - 09:58 |
| 1968年04月 | 第1    | 月曜 - 土曜 09:15 - 09:45 |
| 1969年04月 | 第2    | ※幼稚園・保育所の時間     |
曜日別番組
| 月曜           | 火曜                   | 水曜                 | 年度 | 木曜                   | 金曜               | 土曜                   |
| -------------- | ---------------------- | -------------------- | ---- | ---------------------- | ------------------ | ---------------------- |
| うたのおけいこ | お話でてこい           | お話でてこい         | 1957 | シャボン玉ポン         | 走れピーポ君       | ポン坊や               |
| みんないいこ   | お話でてこい           | お話でてこい         | 1958 | ぼくたっちゃん         | 走れピーポ君       | もしもほんとに         |
| お話でてこい   | お話でてこい           | ぴょんぴょんうさぎ   | 1959 | たっちゃん             | 走れピーポ君       | 動物えほん             |
| お話でてこい   | みんなたのしく         | 耳長君とぴよこちゃん | 1960 | ロケットくんのぼうけん | あひるのアップくん | うたのゆうえんち       |
| お話でてこい   | みんなであそびましょう | 10人のこびと         | 1961 | ロケットくんのぼうけん | 小さな船のポンくん | えほんをひらきましょう |
| お話でてこい   | あそびましょう         | 10人のこびと         | 1962 | ロケットくんのぼうけん | 小さな船のポンくん | ポンポンピアノ         |
| お話でてこい   | あそびましょう         | 10人のこびと         | 1963 | ロケットくんのぼうけん | ジャングルタロー   | ポンポンピアノ         |
| お話でてこい   | あそびましょう         | 10人のこびと         | 1964 | お話でてこい           | ジャングルタロー   | ポンポンピアノ         |
| お話でてこい   | あそびましょう         | 10人のこびと         | 1965 | お話でてこい           | ジャングルタロー   | チビッコわんちゃん     |
| お話でてこい   | お話でてこい           | お話でてこい         | 1966 | チクとタク             | ジャングルタロー   | チビッコわんちゃん     |
| お話でてこい   | お話でてこい           | お話でてこい         | 1967 | チクとタク             | プルルンくん       | チビッコわんちゃん     |
| お話でてこい   | お話でてこい           | お話でてこい         | 1968 | チクとタク             | プルルンくん       | プッペのサーカス旅行   |
朗読番組
| 番組名         | 放送期間            | 制作局 |
| -------------- | ------------------- | ------ |
| ラジオ絵本     | 1945年度 - 1949年度 | 東京   |
| おはなし       | 1945年度 - 1951年度 | 東京   |
| お話3つうた3つ | 1952年度            | 東京   |
| お話でてこい   | 1954年 - 1968年度   | 東京   |
物語番組
| 作品                     | 放送期間            | 制作局 | 作者     |
| ------------------------ | ------------------- | ------ | -------- |
| 仲よしたっちゃん         | 1949年度            | 東京   | 筒井敬介 |
| お母さんと一緒           | 1950年度            | 東京   | 筒井敬介 |
| スプーン君               | 1950年度 - 1952年度 | 東京   | 平塚武二 |
| むかしばなし             | 1951年度 - 1952年度 | 東京   | 筒井敬介 |
| 子猫のみんみいちゃん     | 1951年度 - 1952年度 | 東京   | 野上彰   |
| けんちゃんの冒険         | 1951年度 - 1952年度 | 大阪   |          |
| りすのりんちゃん         | 1952年度            | 東京   | 久保喬   |
| あそびましょう           | 1952年度            | 東京   | 小林純一 |
| 幼子ちゃんの御約束       | 1953年度            | 東京   |          |
| 僕はケンちゃん           | 1953年度            | 大阪   |          |
| ポンちゃん子狸           | 1953年度            | 名古屋 |          |
| お姉さんといっしょ       | 1953年度 - 1955年度 | 東京   | 筒井敬介 |
| チューチューチューさん   | 1954年度            | 東京   | 西沢実   |
| ろばのお医者様           | 1954年度            | 大阪   |          |
| あきちゃんと初午         | 1954年度            | 名古屋 |          |
| 三輪車のお友達           | 1954年度 - 1955年度 | 大阪   |          |
| シンちゃんエス君ミミイ君 | 1955年度            | 東京   |          |
| シャマコちゃん物語       | 1955年度 - 1956年度 | 大阪   |          |
| グルルとルル             | 1955年度 - 1956年度 | 名古屋 |          |
| トンガリ山のてっぺんで   | 1956年度            | 名古屋 |          |
| 走れピーポ君             | 1956年度 - 1959年度 | 大阪   | 飯島敏子 |
| ポン坊や                 | 1957年度            | 東京   |          |
| ぼくたっちゃん           | 1958年度            | 東京   | 筒井敬介 |
| たっちゃん               | 1959年度            | 東京   | 筒井敬介 |
| 動物えほん               | 1959年度            | 名古屋 | 山田万亀 |
| ぴょんぴょんうさぎ       | 1959年度            | 東京   | 柏倉敏之 |
| 耳長君とぴよこちゃん     | 1960年度            | 東京   |          |
| あひるのアップくん       | 1960年度            | 大阪   | 飯島敏子 |
| ロケットくんのぼうけん   | 1960年度 - 1963年度 | 東京   | 山中恒   |
| えほんをひらきましょう   | 1961年度            | 名古屋 |          |
| 小さな船のポンくん       | 1961年度 - 1962年度 | 大阪   | 飯島敏子 |
| 10人のこびと             | 1961年度 - 1965年度 | 東京   | 山元護久 |
| ジャングルタロー         | 1963年度 - 1966年度 | 大阪   | 飯島敏子 |
| チビッコわんちゃん       | 1965年度 - 1967年度 | 名古屋 | 山田万亀 |
| チクとタク               | 1966年度 - 1968年度 | 東京   | 山元護久 |
| プルルンくん             | 1967年度 - 1968年度 | 大阪   | 飯島敏子 |
| プッペのサーカス旅行     | 1968年度            | 名古屋 | 山田万亀 |
音楽番組
| 番組名                 | 放送期間            | 制作局 |
| ---------------------- | ------------------- | ------ |
| たのしい音楽           | 1945年度 - 1948年度 | 東京   |
| 音楽あそび             | 1945年度 - 1948年度 | 東京   |
| 歌のおけいこ           | 1945年度 - 1953年度 | 東京   |
| いい音楽をききましょう | 1949年度 - 1954年度 | 東京   |
| リズムあそび           | 1949年度 - 1954年度 | 東京   |
| うたのおばさん         | 1949年度 - 1963年度 | 東京   |
| 音あそび               | 1951年度 - 1952年度 | 東京   |
| 歌いましょう私達の歌   | 1954年度            | 東京   |
| 仲よしピアノさん       | 1954年度 - 1955年度 | 東京   |
| シャボン玉ポン         | 1955年度 - 1957年度 | 東京   |
| うたのおけいこ         | 1957年度            | 東京   |
| うたいましょう         | 1959年度 - 1961年度 | 東京   |
| うたのゆうえんち       | 1960年度            | 名古屋 |
| ポンポンピアノ         | 1962年度 - 1964年度 | 名古屋 |
| こんどはうたよ         | 1964年度            | 東京   |
| ピッポピッポボンボン   | 1964年度 - 1968年度 | 東京   |
生活指導番組
| 番組名                       | 放送期間            | 制作局 |
| ---------------------------- | ------------------- | ------ |
| お話と歌                     | 1945年度 - 1953年度 | 東京   |
| ゆびきりげんまん話し合い     | 1951年度 - 1952年度 | 東京   |
| なぜでしょう                 | 1951年度 - 1953年度 | 名古屋 |
| あなたはだあれ               | 1954年度            | 大阪   |
| さあなにかしら               | 1954年度            | 東京   |
| お話ししましょう歌いましょう | 1954年度            | 東京   |
| 絵をかきましょう             | 1954年度 - 1955年度 | 名古屋 |
| だれかさんとだれかさん       | 1956年度            | 東京   |
| みんないいこ                 | 1958年度            | 東京   |
| もしもほんとに               | 1958年度            | 東京   |
| みんなたのしく               | 1960年度            | 東京   |
| みんなであそびましょう       | 1961年度            | 東京   |
| あそびましょう               | 1962年度 - 1965年度 | 東京   |

## 幼稚園・保育所の時間
概要
1969年4月7日開始。1969年4月5日までNHKラジオ第1放送「幼児の時間」として放送されていた2番組をNHKラジオ第2放送に移設し、番組枠名を「幼稚園・保育所の時間」に改題。
放送番組は『お話でてこい』と『ピッポピッポボンボン』の2番組であり、新番組が制作されないまま、1982年4月以降は『お話でてこい』のみの放送となっている。2017年度よりラジオ第1にきこえタマゴ!枠設置に伴い、プロ野球中継のない金曜日に放送することなり事実上復活される。
基礎情報
- 放送期間
  - 1969年4月7日 - 2011年3月26日 「幼稚園・保育所の時間」
  - 2011年4月4日 - 0000年0月00日 「幼稚園・保育所向け番組」
  - 2017年10月6日 - 2018年3月30日 「きこえタマゴ!ミウミウとようちゅーん」

- 放送局：NHKラジオ第1放送・NHKラジオ第2放送
- 対象：幼稚園・保育所

放送番組
| 番組名                                | 対象 | 放送開始日    | 放送終了日    |
| ------------------------------------- | ---- | ------------- | ------------- |
| ピッポピッポボンボン                  | 音楽 | 1964年4月6日  | 1982年3月20日 |
| お話でてこい                          | 朗読 | 1954年11月8日 | 放送継続      |
| きこえタマゴ!・ミウミウとようちゅーん | 音楽 | 2017年10月6日 | 2018年3月30日 |